# Бошняково (Сахалинская область)
Бошняко́во — село (в 1947—2004 — посёлок городского типа) в Углегорском районе (городском округе) Сахалинской области России. Административный центр Бошняковского сельского округа Углегорского района (бывшего Бошняковского сельского поселения упразднённого Углегорского муниципального района).

## География
Село расположено в 80 км к северу от Углегорска, на берегу Татарского пролива.

## История
В 1905 году территория завоёвана (вкупе со всем Южным Сахалином) Японской империей.
До 1945 года принадлежало японскому губернаторству Карафуто и называлось Нисисакутан (яп. 西柵丹).
Японское (айнское в своей основе) название Ниси-Сакутан происходит из айнского са — «близ моря» и котан — «селение», а ниси — японское слово «западный», что, очевидно, было связано с расположением селения на западном побережье Сахалина.
После передачи Южного Сахалина СССР посёлок 15 октября 1947 года переименован в честь Николая Константиновича Бошняка.
В посёлке ведется добыча угля ("Бошняковский угольный разрез"), действует рейдовый морской порт. В годы работы шахты действовала узкоколейная железная дорога для вывоза угля в порт.
В Бошняково работала уникальная телекомпания, созданная и обслуживаемая одним человеком.

## Население
| 1925  | 1935 | 1959  | 1970  | 1979  | 1989  | 2002  |
| ----- | ---- | ----- | ----- | ----- | ----- | ----- |
| 5     | ↗816 | ↗5559 | ↘4771 | ↘3862 | ↘3626 | ↘1584 |
| 2010  | 2012 | 2013  | 2021  |       |       |       |
| ↘1122 | ↘904 | ↘815  | ↘777  |       |       |       |

По переписи 2002 года население — 1584 человека (783 мужчины, 801 женщина).